# Microregione di Barra
Barra è una microregione dello Stato di Bahia in Brasile, appartenente alla mesoregione di Vale São-Franciscano da Bahia.

## Comuni
Comprende 7 municipi:
- Barra
- Buritirama
- Ibotirama
- Itaguaçu da Bahia
- Morpará
- Muquém de São Francisco
- Xique-Xique